# Ernst von Feuchtersleben
El baró Ernst von Feuchtersleben (nom complet Ernst Maria Johann Karl Freiherr von Feuchtersleben) (29 d'abril 1806 – 3 de setembre 1849) fou un metge, escriptor i poeta austríac famós per inventar el terme “psicosi”. Fou amic d'Adalbert Stifter, Eduard von Bauernfeld i Franz Schubert.

## Obres
- Zur Diätetik der Seele, 1838.
- Gedichte, 1836.
- Die Gewißheit und Würde der Heilkunst, també amb el títol: Aerzte und Publicum, 1839
- Lehrbuch der ärztlichen Seelenkunde, 1846
- Beiträge zur Litteratur, Kunst- und Lebenstheorie, 1841
- Sämmtlichen Werke, hg. von Friedrich Hebbel (Wien 1851–53. 7 Bände)